# José Antonio Fernández de Castro
José Antonio Fernández de Castro (La Habana, 1897-La Habana, 1951) fue un periodista cubano.

## Biografía
Nació el 18 de enero de 1897 en La Habana. Director del semanario Orbe y de un suplemento de literatura del Diario de la Marina, habría mantenido amistad con Nicolás Guillén. También colaboró en la revista Social. Fernández de Castro, que participó en la Protesta de los Trece, falleció el 30 de julio de 1951 en su ciudad natal.